# Bura (kortspel)
Bura är ett ursprungligen ryskt kortspel som går ut på att ta hem stick som innehåller så värdefulla kort som möjligt.
En lek med 36 kort (utan tvåor t.o.m. femmor) används. Spelarna, vanligtvis två till antalet, får i given tre kort var. Resten av korten bildar en talong, från vilken man kompletterar sin hand efter varje stick. Vid spelet om sticken gäller att man under vissa förutsättningar kan spela ut två eller tre kort samtidigt. Spelet avbryts när en av spelarna tror sig ha uppnått den fastställda vinstpoängen. Stämmer detta när de hemtagna värdekorten kontrollräknats, vinner spelaren potten.